# Alexander Ivanov (scacchista)
Alexander Ivanov, in russo Александр Владимирович Иванов?, Aleksandr Vladimirovič Ivanov (Omsk, 1º maggio 1956), è uno scacchista statunitense di origine russa.
Nel 1988 si è trasferito negli Stati Uniti, ottenendo la cittadinanza statunitense. Nel 1991 la FIDE gli ha attribuito il titolo di Grande Maestro.

## Principali risultati
Nel 1988 ha vinto a Mosca il campionato sovietico dei giovani maestri. Nel 1989 è stato pari primo nel National Open e nel World Open di Filadelfia. Nell'agosto 1992 è stato pari primo con Anatolij Karpov e Boris Gul'ko nel torneo rapid di Mosca (3° dopo gli spareggi).
Nel 1995 è stato pari primo con Nick de Firmian e Patrick Wolff nel Campionato statunitense di Modesto. Nel 1998 ha vinto a San Felipe il Campionato Panamericano. Nel 2013 ha vinto il 135º campionato dello Stato di New York.
Ha ottenuto il massimo rating FIDE in gennaio 2006, con 2606 punti Elo.